# Lammert Leertouwer
Lammert Leertouwer (Groningen, 12 januari 1932 – Leiden, 21 oktober 2024) was een Nederlands theoloog en universiteitsbestuurder.

## Werk
Leertouwer studeerde godsdienstgeschiedenis aan de Rijksuniversiteit Groningen, waar hij promoveerde bij professor Theo van Baaren op de dissertatie Het beeld van de ziel bij drie Sumatraanse volken. Samen met Van Baaren publiceerde hij in 1980 een herziening van een eerder in 1960 door Van Baaren geschreven inleiding tot de vergelijkende godsdienstwetenschap, Doolhof der Goden (herdrukt, Utrecht 2003). Daarnaast participeerde hij in de Groninger Werkgroep voor de studie van fundamentele problemen en  methoden van de godsdienstwetenschappen.
Van 1979 tot 1997 bezette hij, als opvolger van Fokke Sierksma, de leerstoel voor vergelijkende godsdienstwetenschap aan de Rijksuniversiteit Leiden. Daar vervulde hij vanaf 1991 ook de functie van rector magnificus. Aan het einde van zijn periode als rector van de Leidse universiteit kreeg hij ook te maken met de plagiaataffaire rond René Diekstra. Vanwege het plagiaat heeft Leertouwer Diekstra gevraagd ontslag te nemen, hetgeen ook gebeurde.  In 1997 werd Leertouwer als rector opgevolgd door Willem Albert Wagenaar.
De voornaamste interessegebieden van Lammert Leertouwer waren: methode en theorie, geschiedenis van het vakgebied, religieuze iconografie, kunst en religie, en de godsdiensten van Indonesië.

## Persoonlijk
De violist Johannes Leertouwer is zijn zoon. Lammert Leertouwer overleed eind 2024 op 92-jarige leeftijd.

## Publicaties
- Lammert Leertouwer: Het beeld van de ziel bij drie Sumatraanse volken. Proefschrift Rijksuniversiteit Groningen, 1977.
- Lammert Leertouwer: Zonder stralenkrans. Over het verklaren van religieuze verschijnselen. Inaugurele rede RU Leiden, 1980
- Lammert Leertouwer: Nec lusisse pudet. Het is geen schande gespeeld te hebben, maar wel om er niet op tijd mee te stoppen, (Horatius Ep. I, 14, 36). Afscheidscollege Rijksuniversiteit Leiden, 1997. Geen ISBN
- Lammert Leertouwer:  's Lands oudste. Toespraken en columns gebundeld ter gelegenheid van zijn afscheid van de Leidse Universiteit. Redactiecommissie: P.W.J.L. Gerretsen ... et al. Leiden, 1997. Geen ISBN
- Th.P. van Baaren & L. Leertouwer: Doolhof der goden. 3e bew. druk. Utrecht, De Ploeg, 2002. ISBN 90-6584-088-5 
(1e dr. door Van Baaren: Amsterdam, Querido, 1960; 2e dr.: Groningen, Wolters-Noordhoff, 1980)
- Modern societies & the science of religions. Studies in honour of Lammert Leertouwer. Ed. by Gerard Wiegers. Leiden, Brill, 2002. ISBN 90-04-11665-6

- Bibliothèque nationale de France: cb123426912 (data)
- Digitale Bibliotheek voor de Nederlandse Letteren: leer019
- Gemeinsame Normdatei: 123937663
- International Standard Name Identifier: 0000 0000 7820 5736
- Library of Congress Control Number: n77015228
- Nationale Bibliotheek van Israël: 987007264192605171
- Nederlandse Thesaurus van Auteursnamen: 068299966
- Système universitaire de documentation: 03238758X
- Virtual International Authority File: 67386453
- WorldCat: E39PBJt8hFyGbJ6KWgptJVVQv3